# Scutellaria ovata
Scutellaria ovata är en kransblommig växtart som beskrevs av John Hill. Scutellaria ovata ingår i Frossörtssläktet som ingår i familjen kransblommiga växter.

## Underarter
Arten delas in i följande underarter:
- S. o. bracteata
- S. o. cuthbertii
- S. o. mexicana
- S. o. ovata
- S. o. pseudoarguta
- S. o. rugosa
- S. o. rupestris
- S. o. venosa
- S. o. virginiana

## Bildgalleri

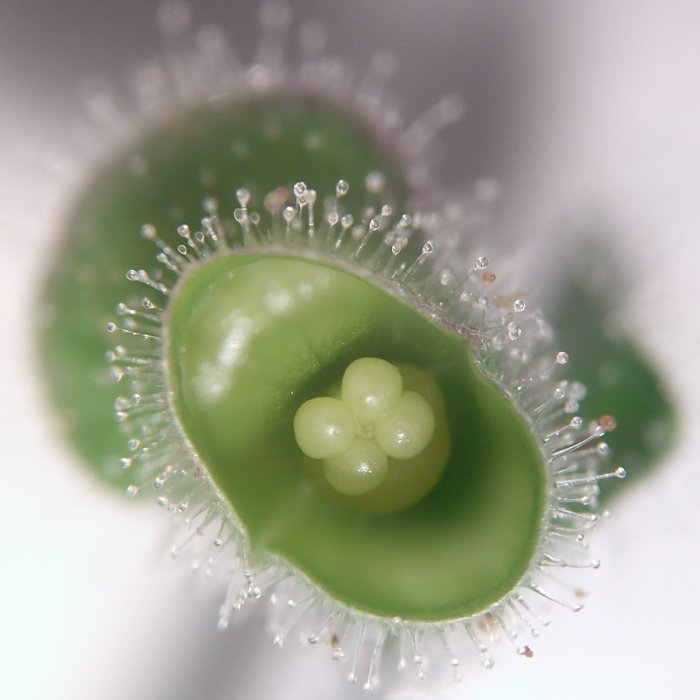